# Eduard Smirnow
Eduard Pawłowicz Smirnow (rum. Eduard Smirnov, ros. Эдуард Павлович Смирнов; ur. 17 września 1939 w Andiżanie) – mołdawski polityk komunistyczny, inżynier i przedsiębiorca pochodzenia rosyjskiego, zastępca burmistrza Kiszyniowa (1995–1999), dwukrotnie p.o. przewodniczącego Parlamentu Republiki Mołdawii (2014–2015, 2019).

## Życiorys
W latach 1956–1961 studiował w instytucie tekstylnym w mieście Kostroma, uzyskał też stopień doktora nauk historycznych. Od 1961 do 1963 był głównym mechanikiem w fabryce ubrań w Stryju, po czym był I sekretarzem miejscowego Komsomołu (1963–1969) i dyrektorem szkoły technicznej tamże (1969–1973). Od 1973 związany z Kiszyniowem, gdzie do 1977 także kierował szkołą techniczną. Od 1977 do 1990 etatowy pracownik mołdawskiej gałęzi Komunistycznej Partii Związku Radzieckiego. Po upadku komunizmu zajął się prowadzeniem przedsiębiorstwa, zajmował stanowisko wiceburmistrza Kiszyniowa (1995–1999) i radnego miejskiego (1999–2007). W 1997 przystąpił do Partii Socjalistów Republiki Mołdawii, od 2014 do 2015 doradzał jej prezesowi. W 2014 po raz pierwszy wybrano go z listy PSM do Parlamentu Republiki Mołdawii (reelekcja w 2019). Tymczasowo zajmował stanowisko przewodniczącego parlamentu jako najstarszy poseł w okresie od 29 grudnia 2014 do 23 stycznia 2015 oraz od 21 marca do 8 czerwca 2019.
Odznaczony Orderem Republiki (2019).